# Roger Gustafsson
Roger Gustafsson (Göteborg, 29 februari 1952) is een voormalig voetballer uit Zweden, die na zijn actieve carrière het trainersvak instapte. Hij leidde IFK Göteborg naar vijf landstitels (1990, 1991, 1993, 1994 en 1995) als trainer-coach. Hij won als coach in de Champions League van 1994/95 van het FC Barcelona van Cruijff en het Manchester United van Ferguson en plaatste zich daardoor als groepshoofd voor de volgende ronde. Bayern München was daarin te sterk op basis van uitdoelpunten. Na een 0-0 in München werd het in Göteborg 2-2. Het kan als extra knap worden gezien, omdat IFK Göteborg tot dan toe uit enkel amateurs bestond. Tot op de dag van vandaag is Roger Gustafsson daarmee de enige coach die een Zweedse ploeg heeft laten overwinteren in de Champions League en wordt daarom als een van de beste Zweedse coaches ooit beschouwd.

## Erelijst

### Trainer
IFK Göteborg
- Zweeds landskampioen

1990, 1991, 1993, 1994, 1995
- Zweedse beker

1991